# Johannes Berthold (Theologe)
Curt Johannes Berthold (* 23. September 1954 in Wilkau-Haßlau; † 7. Oktober 2024 in Moritzburg) war ein deutscher evangelischer Pfarrer der Evangelisch-Lutherischen Landeskirche Sachsens, Theologe, langjähriger Leiter des Landesverbands Landeskirchlicher Gemeinschaften in Sachsen, emeritierter Professor und Autor.

## Leben und Wirken
Johannes Berthold studierte von 1971 bis 1977 Evangelische Theologie am Theologischen Seminar in Leipzig. Nach seinem Ersten Theologischen Examen war er ein Jahr lang Assistent an der Theologischen Studienabteilung des Bundes der Evangelischen Kirchen in der DDR in Berlin. Nach dem zweijährigen Lehrvikariat in Grünhainichen und Marienberg und dem Zweiten Theologischen Examen wurde er 1980 in Borstendorf im damaligen Kirchenbezirk Flöha ordiniert, wo er bis 1990 als Gemeindepfarrer tätig war. Anschließend war er Dozent für Altes Testament und Kirchgeschichte, ab September 1992 Professor an der Fachhochschule für Religionspädagogik und Gemeindediakonie am Evangelisch-Lutherischen Diakonenhaus in Moritzburg und ab 2004 deren Rektor. Bereits 1995 wurde er zum Ehrenmitglied der Gemeinschaft Moritzburger Diakone und Diakoninnen ernannt. Danach war er von 2008 bis zu seinem Ruhestand im Herbst 2018 Vorsitzender im Landesverband Landeskirchlicher Gemeinschaften Sachsen, als größter pietistischer Gemeinschaftsverband in den östlichen Bundesländern. Über viele Jahre gehörte er der Prüfungskommission für die Zweite Kirchliche Prüfung der Landeskirche an. Bis zuletzt hatte er ehrenamtlich die Aufgabe des Sprechers des Treffens der Geistlichen Gemeinschaften in der Landeskirche.
Berthold war Mitbegründer der 1992 gegründeten „Bruderschaft Liemehna“ und engagierte sich dort bis 2021 ehrenamtlich im Vereinsvorstand. Von 2013 bis 2019 war er Mitglied im Hauptvorstand der Deutschen Evangelischen Allianz. Bis 2014 war er im Vorstand von ProChrist tätig.
Johannes Berthold war mit seiner Frau Erika verheiratet, hatte vier Söhne und eine Tochter und wohnte in Moritzburg.

## Veröffentlichungen
- In Nazareth war nie viel los. Die Weihnachtsgeschichte in Reimen nacherzählt, Evangelische Verlags-Anstalt, Berlin 1988, ISBN 978-3-374-00563-5; Bild & Bibel-Verlag, Crottendorf 2014, ISBN 978-3-00-046052-4.
- Man muss ihre Hoheit fühlen. Beiträge zum Alten Testament, Bild & Bibel-Verlag, Crottendorf 2018, ISBN 978-3-9817380-1-8.
- Perspektiven gewinnen. Beiträge zu Theologie und Gemeinde, Bild & Bibel-Verlag, Crottendorf 2021, ISBN 978-3-9817380-6-3.

als Mitherausgeber
- mit Christoph Morgner: Gott nahe zu sein ist mein Glück. Das Lesebuch zur Jahreslosung 2014, Brunnen-Verlag, Gießen 2013, ISBN 978-3-7655-4202-2.
- mit Christoph Morgner: Ich schenke euch ein neues Herz und lege einen neuen Geist in euch. Das Lesebuch zur Jahreslosung 2017, Brunnen-Verlag, Gießen 2016, ISBN 978-3-7655-4295-4.
- mit Markus Schmidt: Geistliche Gemeinschaften in Sachsen: Kommunitäten, Gemeinschaften und Netzwerke stellen sich vor, Berlin 2016, ISBN 978-3-86460-510-9.